# Christian Verdun
 (février 2013).
Christian Verdun est un plasticien et illustrateur français, né le 2 décembre 1941 à Paris.

## Biographie

### Paris
Après des études secondaires au lycée d’Enghien-les-Bains, Christian Verdun intègre la classe de préparation au professorat de dessin et d’arts plastiques à Paris en compagnie de Pierre et Danièle Magré, Roger Blachon et François Lunven. Les études sont dirigées par les professeurs de l’École des beaux-arts et de l’École des arts décoratifs. Il y reste de 1960 à 1963 et obtient le CAPES en 1964 après une année de stage dans les lycées de Rouen. Il y réalise une monographie illustrée de ses gouaches et dessins sur l’historique de la guitare, un instrument qui le passionne.
Pendant ces années, il fréquente aussi l’atelier de la Grande Chaumière et les cours du soir de l’École des arts appliqués à Paris.

### La Normandie
À Rouen et aux Andelys où il effectue son service militaire comme éducateur dans l’École des enfants de troupe, il dirige l’atelier de modelage et réalise ses premiers décors de théâtre. Il collabore à l’atelier d’architecture de l’armée avec deux architectes dans une caserne de Rouen.

### Le Sud
Il participe à différents salons dans la région parisienne jusqu’à sa nomination en 1966 comme professeur d’arts plastiques dans l’Ariège, à Lavelanet, petite cité ouvrière.
Il y prépare sa première exposition personnelle en mai 1968. Les événements de cette période annulent le projet. Il découvre la vie politique et s’engage dans le syndicalisme aux côtés des militants communistes dans cette ville d’artisans et ouvriers tisserands dont il a les enfants en classe.
L’épopée des Cathares, sur le devant de la scène à cette époque, lui donne l’occasion de tisser une tapisserie collective de 6 m2 sur le thème du « bûcher de Montségur » qui jouxte Lavelanet. La tapisserie se trouve dans la mairie de la ville de Lavelanet.

### Perpignanet laCatalogne
Il poursuivra son engagement politique de 1968 à 1973 à Perpignan dans des groupes libertaires. Il monte un journal Virus et brûle son livret militaire avec d’autres militants lors d'une manifestation publique sur la place Arago. Il est fiché aux RG comme meneur antimilitariste. Il rencontre, lors d'un congrès de l'Union pacifiste de France à Paris, Louis Lecoin qui a fait des années de prison pour réclamer un statut des objecteurs de conscience. Il participe à des actions qui accueillent des déserteurs espagnols fuyant les prisons de Franco. Sa maison sert de refuge provisoire.
Il peut alors, monter sa première exposition personnelle « dessins coriaces ». 
Parallèlement il apprend la sérigraphie qui lui sert pour réaliser les affiches politiques du « Secours Rouge » et du PSU de Michel Rocard. Il rencontre Roger Garaudy, dont il apprécie les positions idéologiques à cette époque. 
Il réalise un décor de ballet moderne pour une compagnie de danse contemporaine de Perpignan, et en 1970 il reçoit une commande publique pour une mosaïque de 30 m2 au collège de Lavelanet où il a enseigné deux ans plus tôt (l'œuvre a été détruite depuis, lors de travaux ultérieurs). Poursuivant sa formation permanente, il apprend la lithographie dans l'atelier de M. Godgebuer, professeur aux Beaux-Arts de Toulouse.
Il présente une deuxième exposition à Céret en 1973 à la galerie Saint-Roch avant de quitter Perpignan. Le titre est révélateur de son état d'esprit à cette époque : Le dégueulis peut-il être une œuvre d’art quand la société qui digère donne envie de vomir. Il y dénonce en même temps le caractère commercial de l'art en vendant ses œuvres à un prix dérisoire.

### Cahors
De 1973 à 1978, déçu par les suites de mai 68, entraîné par un céramiste catalan, il passe un certain temps dans deux sectes orientales – Guru Maharadji et la méditation transcendantale de Maharishi Mahech Yogui (que fréquentèrent les Beatles et les Beach Boys). Il abandonne progressivement ces courants hindouistes modernes pour se tourner vers un bouddhisme plus tranquille et moins sectaire. La voie « Zen » du tir à l’arc le séduit. Il la pratique pendant quelque temps.

### Préoccupations écologistes
Les années 1970 connaissent la première crise pétrolière. Beaucoup de temps est passé sans véritable création artistique de sa part, si ce n’est une autre commande publique d’une sculpture monumentale dans l’école primaire de Pradines dans le Lot.
Il décide de devenir l’architecte d’une maison solaire en 1978. Des rencontres, des visites, des études avec l’école d’architecture de Toulouse et des architectes engagés dans ces expériences d’habitats bio-climatiques. Il construit et habite depuis 1980 dans cette maison proche de Cahors.

### La vie artistique
Provisoirement interrompue par la construction de la maison, la création artistique reprend. Des commandes publiques et privées de mosaïques et de vitraux se dégagent en région parisienne (Groupe scolaire d’Épinay-sur-Seine) et dans le Sud de la France – Hérault (chapelle de Lunas), Ariège (maison d’habitation), Hautes-Pyrénées (bâtiment d’habitation), Lot (chapelle de Terre-rouge – église des Jacobins – couvent d’Escayrac – centre Genyer), Pyrénées orientales (peintures murales – collège du Haut-Vernet).
À Cahors, il devient le décorateur et costumier de plusieurs troupes de théâtre - amateurs et professionnels. Il crée aussi les affiches. Il se lance même dans l’écriture et la mise en scène.
Des expositions se succèdent dont une en 1985 au « Parvis » de Tarbes scène nationale où il joue entre les arts plastiques et le théâtre.
Il crée le collectif  le FLAC « Front de Libération de l’Art Contemporain » en 1987. Il le quittera en 2007, 20 ans plus tard.
En 1989, il conçoit la scénographie des célébrations du bicentenaire de la Révolution française à Cahors. 
- Performance de 4 jours de peinture gigantesque  non-stop en public avec des artistes du FLAC.
- Banderole « déclaration des droits de l’homme » de 1 000 m de long avec les écoles de la ville.
- Sculpture d’un arbre sur pied de 5 m de hauteur, en centre ville : Le Nœud de la liberté

En 1992, il met en place une grande exposition personnelle au Grenier du Chapitre de Cahors : peintures, sculptures, et installations.
Il poursuit son activité de plasticien avec des expositions de peintures et sculptures dans le sud de la France.
En 2000, il remporte le concours que le conseil général du Lot lance pour une œuvre artistique célébrant le passage au millénaire suivant. C’est la Stèle du 3e Millénaire, une œuvre monumentale de 5m de hauteur au bord de l’autoroute A20, à Lamothe-Cassel.
En 2001, après une participation à la 1re Foire d’Art Contemporain de Metz, il a l’occasion de participer à la 5e exposition internationale « Art Fair » de Shanghai. Il invite cinq jeunes artistes chinois à venir exposer à Cahors et Figeac l’année suivante. En 2003 il retourne en Chine, accompagné de cinq artistes du FLAC pour exposer à Shanghai - Endless galery - et au Musée de Chengdu dans le Sichuan.
En 2002, il s’installe dans les « Nuits de Lauzerte » festival pluridisciplinaire, avec deux installations : 110 chaises et Femmes
Les contacts pris en Chine l’emmènent à participer à une exposition à Laubach[Lequel ?] en Allemagne « East meets West » où il noue une relation confraternelle avec l’artiste suisse Peter Amici. Il écrit en 2011 un livre sur cet artiste qui est devenu son ami.
En 2008, il achète et sculpte son propre cercueil dont il fait une installation avec deux autres sculptures « la maison, l’âme et le cerveau du défunt ».
Il « installe » ses 110 chaises de Lauzerte dans l’espace de 250 m2 de La Chantrerie de Cahors en 2008. Il renoue avec les prix uniques et dérisoires pratiqués à Céret en 1973 en vendant les chaises pour presque rien. 
En 2009, à l’occasion d’une exposition à Limoges, il reprend contact avec un graveur qui avait fait ses études avec lui, à Paris, 45 ans plus tôt, Jean-Claude Caffin. Ils exposent ensemble l’année suivante à Couzeix. Un film de 30 minutes est tourné sur les deux artistes par Antony Comino. 
En 2010, 2011 et 2012, son goût pour les installations de sculptures en extérieur s’exprime pour les 50 ans d’Amnesty International devant la Mairie de Cahors, puis dans le parc du Château du Cayrou ou il fait une exposition avec le photographe Jean-Paul Espaignet et la plasticienne Michèle Mathey, et avec son ami Peter Amici dans trois expositions d’été dans le Lot et le Tarn-et-Garonne. 
Il installe des porte-plume géants dans le Festival « Juin Jardins » de Cahors. Il renouvelle ces installations dans les jardins de la tour médiévale de Montsalès en Aveyron.
Méditant sur le virtuel dans l’art, pendant l’été 2011 il crée une œuvre virtuelle sur internet : le Rocher doré qu’il diffuse sur le web et dans les médias qui publient la photographie. Il fait croire qu’il a doré à la feuille un vrai rocher cubique de 6m de haut qui trône dans une rivière. L’image est réaliste ; tout le monde y croit.
En 2015, sous l’impulsion du nouveau Maire de son village, il crée « La fête du Livre et de l’Image » dans l’esprit de son propre travail d’auteur et d’illustrateur. La deuxième année il y réalise, une performance en hommage à Windsor McKay et son « Little Nemo » sur une surface de 4m2.
En 2017, le propriétaire d’une cour intérieure de 100 m2 au centre de Cahors, lui commande un projet de rénovation incluant une fontaine. Il traite le sol et les murs, et invente une fontaine au centre, en revêtement de mosaïque. Inauguration avec le Maire de Cahors en avril 2019.
Dans la foulée, au printemps 2020 il revêt de mosaïque également le bassin qui côtoie son domicile.

## Le musée
En 2015 il a l’occasion d’acquérir un grand bâtiment de 250 m2 non loin de son domicile. L’atelier où il travaille devient trop petit car encombré des œuvres en volume qui jouxtent avec les outils de la création.  Ce nouvel espace va accueillir les peintures et sculptures et devenir « Le Petit Musée ». Après quelques travaux indispensables, il est inauguré en septembre 2016. Plus de 300 de ses œuvres sont exposées en permanence.
Il devient même « galeriste » en y organisant deux expositions temporaires par an. Celle de l’automne est toujours centrée sur le « Patrimoine » participant en cela aux « Journées Européennes du Patrimoine ».
En 2019 il construit à l’intérieur de l’espace, une galerie chauffée de 50 m2, qui protège efficacement les œuvres sur papier.
En 2020, il décide de faire vivre la façade de 80 m2 en créant une mosaïque monumentale. Il renoue par là avec ses premières créations publiques importantes.

## Les performances
En 1974, après une première expérience menée à Perpignan l’année précédente, il présente un spectacle musical et plastique avec le musicien Pierre Montreuille. Il présentera par la suite des performances en peinture monumentale (6m x 2m) devant public avec création musicale en direct, avec le même musicien, à Tarbes, au Parvis, puis à Brive et Cahors.
En 1988 et 1989, il sculpte en public des arbres de 5 ou 6 m de haut à la tronçonneuse et ponceuse.
En 2009, à Nègrepelisse, il performe sur le thème « du torchis au torchon » où il enduit son corps de terre en même temps qu’une table, chaises et couverts.
En 2011, il présente à la galerie Carré d’Art de Cahors, une Performance en famille où il fait communier l’assistance avec des biscuits qu’il a peint en bleu.

## Auteur et illustrateur
Le goût qu’il a toujours manifesté pour le dessin (affiches de mai 68, journaux militants, dessins  de presse etc.) le pousse à se lancer dans un projet de livre illustré dont il assume également le texte. Il publie La cité du vertige en 1990 : une histoire dans des architectures fantastiques inspirées de Cahors et de l’art médiéval.
Un éditeur, Dominique Barbier, (Éditions du Laquet) quelques années plus tard lui commande une biographie illustrée de Clément Marot à l’occasion de la célébration de sa naissance à Cahors il y a 500 ans (1496/1996). L’organisateur du colloque international, Gérard Defaux de l’Université de Baltimore lui écrit la préface. Il poursuit son travail avec une autre biographie illustrée, celle de François Villon en 1998. Rabelais devait suivre sans le décès subit de son éditeur. Le livre existera en 2012, préfacé par Michel Onfray, aux éditions Un autre Reg’Art de Jérôme Poitte à Albi.

## Publications
De 1990 à 2020, il publiera des livres illustrés dont il sera auteur et illustrateur chez différents éditeurs :
- La Cité du vertige , éd. Le Flac - 1990
- L’Épopée du vin de Cahors , éd. L’Université du Goût - 1991
- Clément Marot , éd. du Laquet (prix de l’Académie des Lettres de Toulouse) - 1996
- François Villon , éd. du Laquet (prix du Rotary Club de Colomiers) - 1998
- Les vertiges de la cité , Hydre édition - 2007
- Boites à images , éd.  Edicausse - 2008
- Arcambal, l’église , éd. Edicausse - 2009
- Vertigineuse inauguration (avec Étienne Baux), ed. Un Autre Reg’Art - 2011
- Peter Amici, l’air de rien , éd. Edicausse - 2011
- François Rabelais , éd. Un Autre Reg’Art - 2012
- Le Grand Voyage, éd. René Viénet - 2012
- Le Drac et les géants de la Braunhie (de Robert Martinot), éd. René Viénet - 2013
- Pantagruel, Panurge et la Dive bouteille , Un Autre Reg’Art - 2013
- Les sorcières du Pont Valentré, ed. Un Autre Reg’Art - 2014
- Chloé et Lucas en Val de Loire, ed. Un Autre Reg’Art - 2015
- Bonsoir Vieillesse, ed. René Viénet - 2015
- Chloé et Lucas sur les traces de Lapérouse, ed. Un Autre Reg’Art - 2016
- Jour de fête à Cana, ed. Un Autre Reg’Art - 2016
- Le Beau n’existe pas, ed. Tréboulou - 2017
- Journal intime illustré de Jésus-Christ, ed. Tréboulou - 2017
- Alain de Solminihac, edicausse - 2018
- La cathédrale de Cahors il y a 900 ans, ed. Tréboulou - 2019
- Le jeu des paires, ed. Master patrimoine Ville de Cahors - 2019
- Les façades du Bd. Gambetta, ed. Ville de Cahors - 2020

D’autre part, il illustre des ouvrages d’écrivains comme Michel Cosem, Gilles Lades, ou Claude Laroque chez différents éditeurs dont les Éditions Cairn de Pau.
Entre-temps, avec une grande illustration en vue aérienne du musée ethnographique de plein air de Cuzals commandée en 1983 par son directeur Jean-Luc Obereiner, commence une aventure d’illustrateur en vue aérienne dans toute la France : 
- Musée de Marquèze
- Château de Murol
- Département du Pas-de-Calais
- Département de la Somme
- Région Aquitaine,
- Différents sites du Lot dont le parc régional naturel des Causses du Quercy,
- Canton de Lourdes,
- Château de Montal,
- La ville de Terrasson,
- La ville médiévale de Lauzerte,
- Département du Cher,
- Département du Tarn,
- PNR du Haut-Languedoc,
- Château de Langeais
- Le musée ethnographique des Goupillères (près d’Azay-le-Rideau)
- Le site de la grotte ornée du Pech Merle
- La vallée du Célé de Vers à Bagnac
- La carte du Lot et ses sites historiques

Sa plus grande réalisation est une représentation de la Somme avec un dessin au crayon de couleurs de  150 × 220 cm.
En 2004, il devient illustrateur aux éditions Milan à Toulouse spécialisé dans la reconstitution des sites archéologiques. Il participe à une douzaine d’ouvrages de la série Les Encyclopes. 
En 2009, les éditions scolaires Belin le sollicitent pour les ouvrages d’histoire et géographie de sixième, cinquième et seconde.